# Sisakos hokkó
A sisakos hokkó (Pauxi pauxi) a madarak osztályának tyúkalakúak (Galliformes) rendjébe és a hokkófélék (Cracidae) családjába tartozó faj.

## Rendszerezése
A fajt Carl von Linné svéd természettudós írta le 1766-ban, a Crax nembe Crax Pauxi néven is.

## Alfajai
- Pauxi pauxi gilliardi Wetmore & Phelps, 1943
- Pauxi pauxi pauxi (Linnaeus, 1766)[2]

## Előfordulása
Az Andokban, Venezuela nyugati és Kolumbia északi részén honos. Természetes élőhelyei a szubtrópusi és trópusi hegyi esőerdők. Állandó, nem vonuló faj.

## Megjelenése
Testhossza 92 centiméter, testtömege 2650-3750 gramm. Nevét a fején lévő a füge alakú kinövésről kapta.
|  |  |

## Életmódja
Lehullott gyümölcsökkel, magvakkal, zsenge levelekkel, füvekkel és rügyekkel táplálkozik.

## Szaporodása
A fészkét márciusban készíti, a fiatalok május közepe táján kelnek ki.

## Természetvédelmi helyzete
Az elterjedési területe nem nagy, egyedszáma 1000-2499 példány közötti és csökken. A Természetvédelmi Világszövetség Vörös listáján veszélyeztetett fajként szerepel.